# جون بولوك كلارك
جون بولوك كلارك، الأب (بالإنجليزية: John Bullock Clark)‏ (17 أبريل 1802 - 29 أكتوبر 1885) كان عضوا في كل من الكونغرس الأمريكي والكونغرس الكونفدرالي.